# Joseph-Marcel Breton
Pour les articles homonymes, voir Breton (homonymie).
Joseph-Marcel Breton né à Besançon le 16 janvier 1879 et mort à Paris le 16 août 1955 est un peintre, illustrateur et graveur sur bois français,,.

## Œuvres

### Peintures
- Via Glucis[1] (1927) ;
- Un soir de Décembre à Bethléem[1] (1945) ;
- Jésus priant[1] (1946) ;
- Jésus et les Docteurs[1] (1946) ;
- L'Atelier de Nazareth[1] (1946) ;
- Invidia autem diaboli mors intravit in orbem[1] (1946) ;
- Un soir de décembre à Bethléem[1] (1946) ;
- La Fuite en Égypte[1] (1946) ;
- Saint François[1] (1948) ;

### Illustrations
- Jean Vergriete, Le Val du grand bison, 1941[1].
- Catéchisme à l'usage des diocèses de France, 1943[1].
- René Bazin, La France au combat, 2013[1].
- René Bazin, La Douce France, 2013[1].
- J. Romain Le Monnier, Sonnez encore ![1].